# Морской лещ Дюссюмье
Морской лещ Дюссюмье (лат. Brama dussumieri) — вид лучепёрых рыб из семейства морских лещей. Распространены в субтропических и тропических водах всех океанов. Морские пелагические рыбы. Максимальная длина тела 22,5 см.

## Этимология названия
Видовое название дано в честь Жан-Жака Дюссюмье (фр. Jean-Jacques Dussumier, 1792 — 1883), французского путешественника и купца из Бордо, известного как коллекционера зоологических видов из южной Азии и регионов по всему Индийскому океану.

## Описание
Тело высокое, сильно сжато с боков. Лоб немного выпуклый. Верхняя губа срослась с головой перед передней ноздрёй. Диаметр глаза равен или немного превышает длину рыла; глаз расположен около середины головы у взрослых особей. Зубы на нёбе и сошнике мелкие или отсутствуют. На первой жаберной дуге от 13 до 17 жаберных тычинок. Спинной плавник с 31—36 (наичаще 32—34) мягкими лучами начинается над основаниями грудных плавников. В анальном плавнике 25—29 мягких лучей. Спинной и анальный плавники покрыты чешуёй, в их основаниях чешуйки не образуют борозды, в которую могли бы складываться плавники. Хвостовой плавник вильчатый; верхняя лопасть вытянута у особей длиной менее 12 см. Грудные плавники с 18—22 мягкими лучами расположены низко на теле. Брюшные плавники относительно длинные; пространство между ними узкое и плоское. В боковой линии 60—68 чешуй. Над боковой линией проходит 12—18 рядов чешуи, а под боковой линией — от 13 до 16. Ряды чешуй под боковой линией идут косо. У взрослых особей чешуя без шипиков. Позвонков 40—43.
Тело и голова равномерно окрашены в серебристо-голубой цвет, спина немного темнее. Основания грудных плавников тёмные. Спинной и анальный плавники тёмные, а грудные и брюшные плавники полупрозрачные.
Максимальная длина тела 22,5 см.

## Ареал и места обитания
Широко распространены в субтропических и тропических водах всех океанов между 35° с. ш. и 35° ю. ш. Восточная часть Тихого океана: от Коста-Рики и Гватемалы до Чили, включая Галапагосские острова и другие океанические острова. Западная часть Индийского океана: от восточного побережья Африки до Индии, включая Сейшельские острова и Мадагаскар. Восточная часть Индийского океана: от Индонезии до западной Австралии. Западная Атлантика: от Флориды до Бразилии. Восточная Атлантика: от Мавритании до Намибии.
Морские пелагические рыбы. Распространение ограничено изотермой 23,9 С. Встречаются на глубине от 0 до 200 м.